# Air Algérie Flight 5017
Air Algérie Flight 5017 var et rutefly fra Burkina Faso til Algier i Algeriet, fløjet af spanske Swiftair for Air Algérie, som natten til den 24. juli 2014 under dårligt vejr styrtede ned nær Gossi, sydøstligst i regionen Timbuktu i Mali. Alle 118 ombordværende døde, heraf seks spanske besætningsmedlemmer og 112 passagerer (heraf 54 franskmænd og 28 burkinere).

## Flyet
McDonnell Douglas MD-83 flyet fløj første gang 1996 og var få dage inden styrtet efterset i Marseilles og fundet i god stand. Flyet var ejet af et leasingselskab og havde været leaset af forskellige selskaber, fra 2012 af spanske Swiftair, som på nedstyrtnings-tidspunktet i højsæsonen fløj for Air Algérie.

## Ulykken
Takeoff fra Ouagadougou Airport, den største lufthavn i Burkina Faso, skete kl. 01:07 lokal tid (UTC), med planlagt ankomst til Houari Boumediene Airport i Algier, Algeriet kl. 05:10; en smule forsinket og med en smule længere flyvetid end normalt, pga. dårlige vejrforhold.
Efter at flyveledelsen havde anmodet flyet om at foretage en kursændring omkring 50 minutter inde i flyvningen, forsvandt flyet fra radaren.

Eftersøgningen af det forsvundne fly ledtes af franske soldater udstationeret i Mali. Et øde sted i ørkenen fandt de flyvraget, der lå fuldstændig udbrændt og spredt, uden overlevende.

Af flyets to sorte bokse, som bragtes til analyse i Paris, var flight data recorderen (der registrerer flyvehastighed, flyvehøjde, kurs…) i god stand, mens cockpit voice recorderen (der optager lyde i cockpittet) ikke umiddelbart var læsbar.
Analyser, som fremkom d. 30. juli 2014, viste at flyet faldt ti km på tre minutter og var næsten intakt, da det ramte jorden med en estimeret fart på ca. 180 km/h.

Den franske ekspert i flystyrt Gérard Feldzer påpeger, at det tyder på, at piloten på flyet reagerede for sent på stormen længere fremme på ruten. Et fly skal bruge ti til 15 km til at dreje. Hvis det kommer for tæt på en storm, kan det være for sent at vende om. Så kan man blive ramt af voldsomme op- og faldvinde.